# Катастрофа Ил-76 под Паневежисом
Катастрофа Ил-76 под Паневежисом — авиационная катастрофа самолёта Ил-76М советских ВВС, произошедшая в четверг 1 февраля 1990 года близ Паневежиса, при этом погибли 8 человек.

## Самолёт
Ил-76М с регистрационным номером CCCP-86021 (заводской — 093418539, серийный — 14-05) был выпущен Ташкентским авиационным заводом в 1978 году, после чего передан Министерству обороны СССР и в 1983 году поступил в 128-й гвардейский военно-транспортный авиационный полк советских ВВС (базировался в Паневежисе, ЛитССР).

## Экипаж
Экипаж корабля состоял из 8 человек:
- Командир корабля-инструктор — гвардии подполковник Панкратов Владимир Петрович.

Родился 4 февраля 1954 года в г. Балашове, Саратовской области.
- Командир корабля-стажёр — гвардии старший лейтенант Куклев Олег Валерьевич. Родился 26 августа 1965 года в Красноармейске (Саратовская область).
- Штурман — гвардии лейтенант Друпас Римантас Вацловович[4]
- Штурман-инструктор — гвардии майор Юровских Николай М.[4]
- Старший борттехник— гвардии капитан Ястребов Андрей Ариэлович
- Борттехник по АДО — гвардии старший лейтенант Рябошапка Анатолий Владимирович. (Родился 20 марта 1959 года в г. Донецк, Украина. Окончил Харьковский авиационныйй институт в 1979 году. Родители: Рябошапка Владимир Александрович 1925 г.р., Рябошапка Зинаида Ивановна 1928 г.р., Дети: Денис 1983 г.р., Олег 1988 г.р.)
- Старший бортрадист — гвардии прапорщик Федорынчук Виктор Евгеньевич
- Старший бортстрелок — гвардии прапорщик Грищук Александр Михайлович

## Катастрофа
Борт 86021 выполнял тренировочный полёт по кругу в районе аэродрома при установленном минимуме погоды и с уходом на второй круг. Шла 14-я минута полёта, когда самолёт, уходя на второй круг, поднялся до 70 метров и вошёл в облака. По заданию экипаж должен набрать высоту 500 метров. Но на 700 метрах заметив перебор, резко и интенсивно отдал штурвал от себя. В этот момент отключился бустер РВ и самолет перешел из набора в пикирование с отклоненным РВ на снижение, машина вывалилась из облаков, а в 3700 метрах от аэродрома в районе первого разворота и в 400 метрах левее продолжения оси полосы плашмя рухнула на лес. Установлено, что экипаж успел создать положение самолёта по тангажу не более -6°, правый крен до 7° и снос влево под углом 8°. Траектория на пикировании была наклонена к горизонту примерно на 36—38°, самолёт снижался с поступательной скоростью 510 км/ч и вертикальной 40 м/с. Стабилизатор был полностью отклонён на пикирование, то есть на опускание носа, загрузочное устройство руля высоты не создавало нагрузки. Двигатели работали почти на полную мощность (92—96 %). Исходя из траектории снижения было определено, что экипаж успел перевести самолёт в горизонтальное положение, но на выход из снижения им уже не хватило высоты, а также помешали высокие перегрузки. Продолжая терять высоту, машина врезалась в землю и взорвалась, при этом все 8 человек на борту погибли.
Это крупнейшая катастрофа самолёта на территории Литвы, но не самая крупная авиакатастрофа в стране вообще, так как уступает катастрофе вертолёта в 1998 году (11 погибших).

## Причины
Причину потери управления комиссия установить не смогла. Высказывались разные версии, но наиболее вероятными были названы две:
- Отказ привода руля высоты из-за производственного дефекта.
- Дезориентация экипажа в пространстве, ошибочно решившего, что самолёт начал быстро поднимать нос.

## Последствия
Несколько членов экипажа похоронены в Паневежисе. Остальных похоронили в других городах.
На месте катастрофы борта 86021 установлен памятник, обновлён в 2013 году.